# Stadionul Glücksgas
Glücksgas Stadium este un stadion multi-uz din Dresda, Saxonia, Germania. Aici joacă meciurile de acasă Dynamo Dresda.